# Бронна
Бронна (рос. Бронна) — селище у Ломоносовському районі Ленінградської області Російської Федерації.
Населення становить 60 осіб. Належить до муніципального утворення Пеніковське сільське поселення.

## Географія
Населений пункт розташований на західній околиці міста Санкт-Петербурга.

## Історія
Населений пункт розташований на історичній землі Іжорія.
Згідно із законом від 24 грудня 2004 року № 117-оз належить до муніципального утворення Пеніковське сільське поселення.

## Населення
| 2007 | 2010 |
| ---- | ---- |
| 58   | ↗60  |